# Virunum
Virunum var en romersk stad i provinsen Noricum. Efterlämningarna efter staden ligger nära orten Maria Saal i det österrikiska förbundslandet Kärnten.
Virunum grundades kring 50 e.Kr. i centrum av Zollfeld som municipium Claudium Virunum. Efter delningen av provinsen Noricum kring 300 blev Virunum huvudstad för provinsen Noricum mediterraneum. Mot slutet av 300-talet utsattes provinsen för flera invasioner och med det började nedgången även för provinsens huvudstad. På 500-talet förstördes slutligen staden av avarer och slaver.
De första utgrävningarna gjordes på 1600-talet. Vetenskapliga utgrävningar påbörjades mot slutet av 1800-talet. Då grävde man fram stadens forum med kapitol, ett bostadsområde (1911), tempelanläggningen och teater (1927). Efterlämningar efter en kyrka vittnar om att Virunum var biskopssäte.

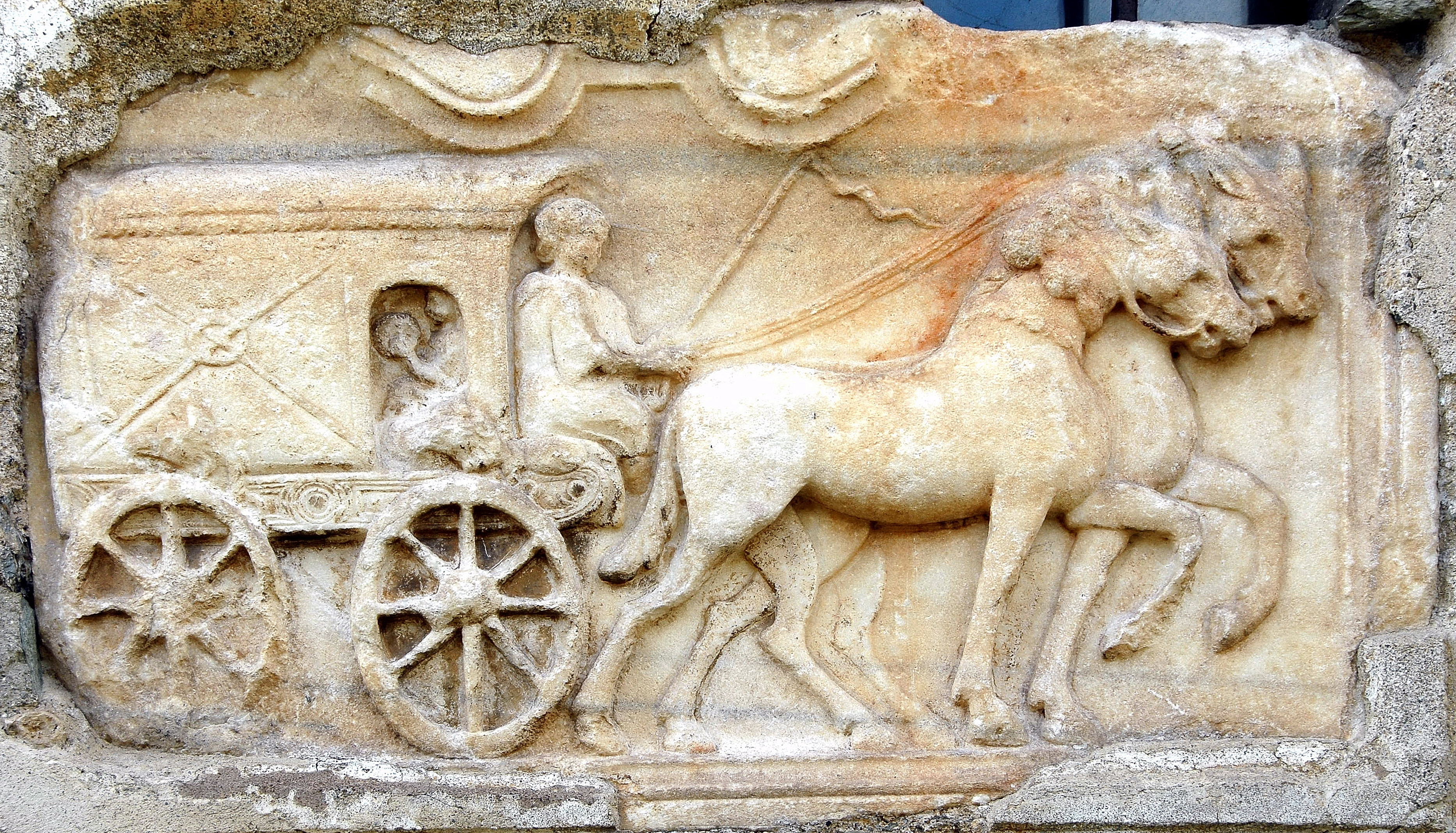
Relief från Virunum